# Waldemar Ciglioni
Waldemar Antonio Ciglioni (12 de dezembro de 1918 — 4 de novembro de 2008) foi um futebolista, jornalista e ator de radionovelas brasileiro.
Foi goleiro do São Paulo Futebol Clube no fim da década de 1930 e atuou em radionovelas antes da popularização da televisão, tendo ganho sete troféus Roquette Pinto.